# سیلرها
سیلرها به موادی گفته می‌شود که برای پر کردن (مهر و موم کردن) چشمه‌های سطح مصالح مختلف برای جلوگیری از نفوذ آب یا مایعات دیگر و گاهی اوقات برای جلوگیری از فرار رطوبت از میان سطوح به کار می‌روند. به این ترتیب سیلر ها باید علاوه بر خاصیت چسبندگی مناسب با سطح اجسام ریزه سوراخهای سطح مصالح به کار رفته، تشکیل دهند. این پوسته در بسیاری از موارد ممکن است دایمی باشدودر برخی دیگر موقتی. یکی از انواع سیلرهای متداول قیرهای آبکی است که ممکن است به صورت قیر محلول یا امولسیون به کار رود. از موارد استفاده این سیلرهااندود کردن سطوح بتنی مجاور با خاک برای جلوگیری از نفوذ آب به داخل بتن است. یکی دیگر از مواردکاربرد این مواد مصرف آنهابر روی سطوح داخلی منابع آب ساخته شده از مصالح نفوذ پذیر، مانند چوب یا بتن است. همچنین به عنوان آستر(پرایمر)روی سطوح بتنی قبل از مصرف چسبهای قیری و برای چسباندن کفپوش‌ها مصرف می‌شود، تا از نفوذ آب وسایر مایعات به داخل کفها جلوگیری کند.
برای اینکه سایر سیلرها در ساختمان مفید واقع شوند، باید الاستومر باشند تا در جابه جایی‌های کوچک ساختمانی یکپارچه بمانندوبدون خراب شدن، روی درز‌ها رابپوشانند.
پلیمر‌های پلی سولفاید دارای چسبندگی ممتاز وخم شوندگی مناسبی هستندوکاربرد آن‌ها یا با دست انجام می‌گیردویا افشانده می‌شوند. مصرف این سیلرهابر روی سطوح دیوارهایشالوده، بین دولایه بتن کف، روی دالهای سقف به عنوان آب‌بند‌کننده استخر وزیرلایه‌های درزپوش است.
سیلرهای پلی سولفاید دوجزیی بوده و به عمل آمدنشان شیمیایی است و به دو منظورساخته می‌شوند:یکی برای اختلاط دستی ودیگری اختلاط ماشینی، ترکیب مخلوط شونده با دست در ۲۴ درجه سلسیوس(۵۰٪) رطوبت نسبی، دارای عمر کاربری ۴ ساعت و زمان گیرش ۲۴ ساعت است، در حال که در ترکیب مخلوط شونده با ماشین، عمرمفید در همان شرایط، ۵ دقیقه و زمان گیرش ۴۵ دقیقه می‌باشد. برای پوشاندن هر متر مربع از سطوح حدود ۲ لیتر از مخلوط لازم است و ضخامت لایه حاصله حدود یک ونیم میلی‌متر می‌باشد.
سیلیکات سدیم یا آب شیشه از انواع دیگر سیلرهااست. داخل مخازن بتنی نگهداری مایعات را باآن اندود می‌کنند. سیلیکات سدیم، تشکیل لایه نازک ژل مانندی را روی سطوح بتن دادهواز نفوذ مایعات به داخل بتن جلوگیری می‌کند.
ترکیبات گوناگون واکسها، به شکل امولسیون، به منظور پاشیدن روی بتن تازه جا داده، ساخته شده‌اند که در اثر مجاورت باهوااکسیده می‌شوندوتشکیل فیلم یکپارچه‌ای را می‌دهند که از تبخیر آب بتن جلوگیری می‌کند. این ترکیبات موقتی هستند و در اثر ادامه اکسیداسیون ترک می‌خورند و می‌ریزند یا در اثر آمد وشد، از بین می‌روند.
واکسهای دیگری برای پر کردن چشمه‌های بتن وموزاییک ساخته شده اندکه از نفوذروغن وچربیهابه داخل کف جلوگیری می‌کنند. سیلیکون‌های مایع برای پوشاندن سطوح بتنی ونماهای آجری و کفپوش هامناسب اندوبرای جلوگیری از نفوذ آب ساخته شده‌اند. این مواد چون بیرنگ هستند، برای جلوگیری از شوره زدن نماهای آجری وکف پوش هامناسب اند، چون رنگ آجرراتغییر نمی‌دهند. سیلرهای روغنی و تربانتینی برای کاربرد روی سطوح چوبی قبل از رنگ آمیزی، رنگ روغنی یا جلا مناسب هستند. این سیلرهادر چوب نفوذ کرده وتوسط الیاف چوب جذب می‌شوند، به قسمتی که جانشین رنگ شده و از جذب رنگ جلوگیری می‌کنند. همچنین سیلرهای مشابهی برای پوشاندن سطوح چوبی به منظور جلوگیری ازنفوذ رطوبت ساخته شده اندودر مواردی که قرار نیست سطوح چوب رنگ آمیزی شود، به مصرف می‌رسند. سیلرهای پلاستیکی نیز برای کاربردروی سطوح چوبی ساخته شده‌اند.
سیلرهای رزینی اپوکسی برای سطوح بتنی، چوبی، موزاییک کهنه قبل از اجرای کف پوش جدیدوکارهای تعمیراتی بتن به کار می‌روند.